# Riad Beyrouti
Riad Beyrouti (en arabe : ریاض بیروتي) est un artiste peintre syrien né le 6 mai 1944 à Damas et mort le 4 novembre 2019 à Honfleur. Il est installé en Normandie depuis 1969.

## Biographie
Riad Beyrouti obtient son diplôme des Beaux Arts, section sculpture, avec mention honorable à Damas. Il se rend en France en 1969 et étudie aux Beaux-arts de Paris. Il y obtient son diplôme en section sculpture, section dont le sculpteur César était responsable à l'époque.
Installé à Caen, il expose régulièrement dans des galeries caennaises et honfleuraises.
Président de la Société des artistes bas-normands, il organise en 1997 une exposition au Sépulcre de Caen, où il déclare :
« Ce salon se veut une vitrine de l'élite des artistes de notre région. Il est ouvert à toute ligne et démarche créative. Seule prime la qualité. »
Président de l'association Art 20.21, il organise en 1999 au Greniers à sel de Honfleur une exposition internationale innovante, invitant des artistes qui « offrent, à travers leurs œuvres, une ouverture vers le devenir de l'art. » Cette expérience concluante sera réitérée l'année suivante, permettant aux artistes contemporains invités d'être plébiscités par le public.
Chargée d'oppositions et de contrastes, l'œuvre de Riad Beyrouti est représentative d'un univers partagé entre imaginaire et histoire. Nombre de ses tableaux rendent également hommage à la grâce des formes féminines, l'artiste se déclarant « fasciné par les femmes, toutes les femmes. »

## Œuvre

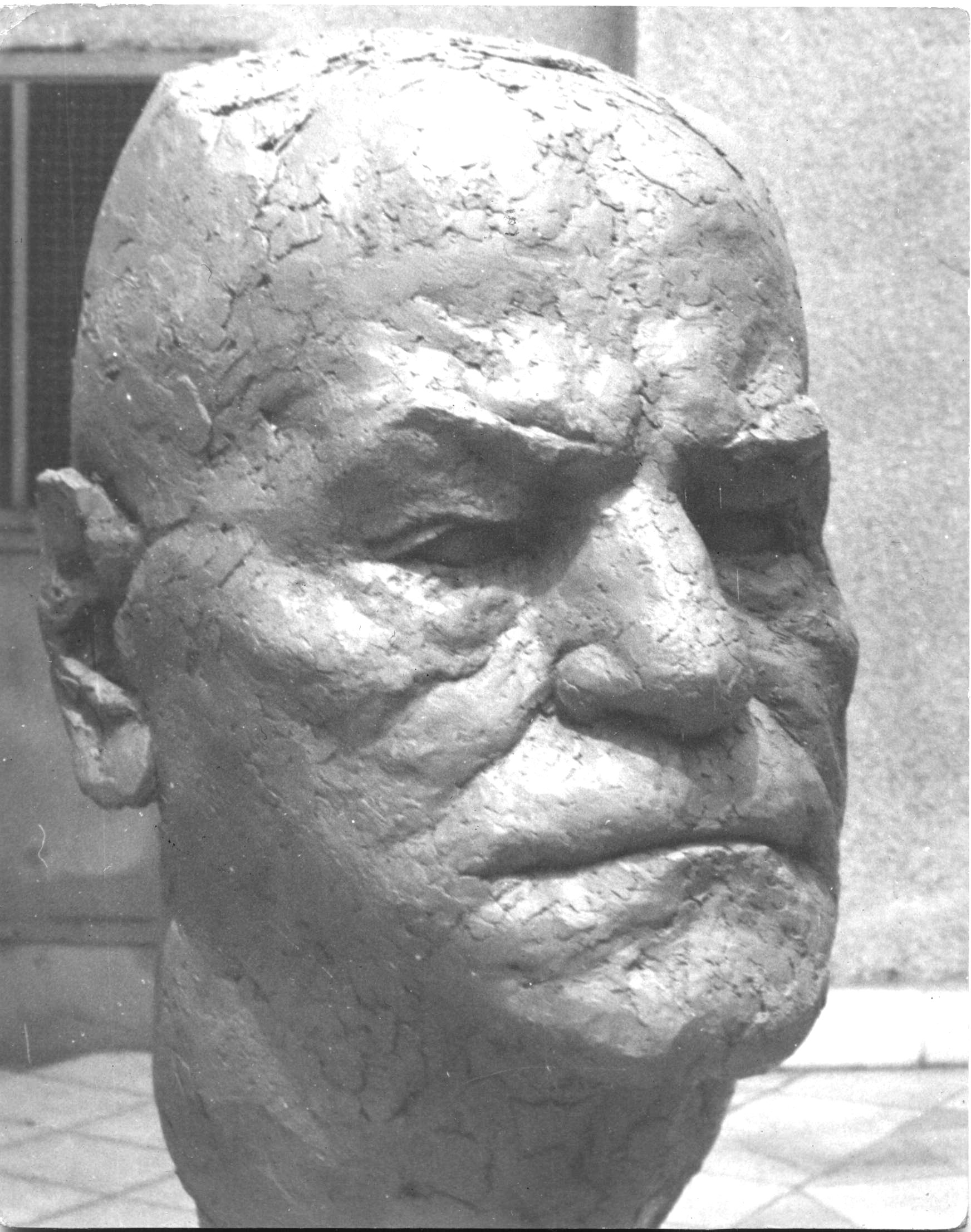
Sculpture
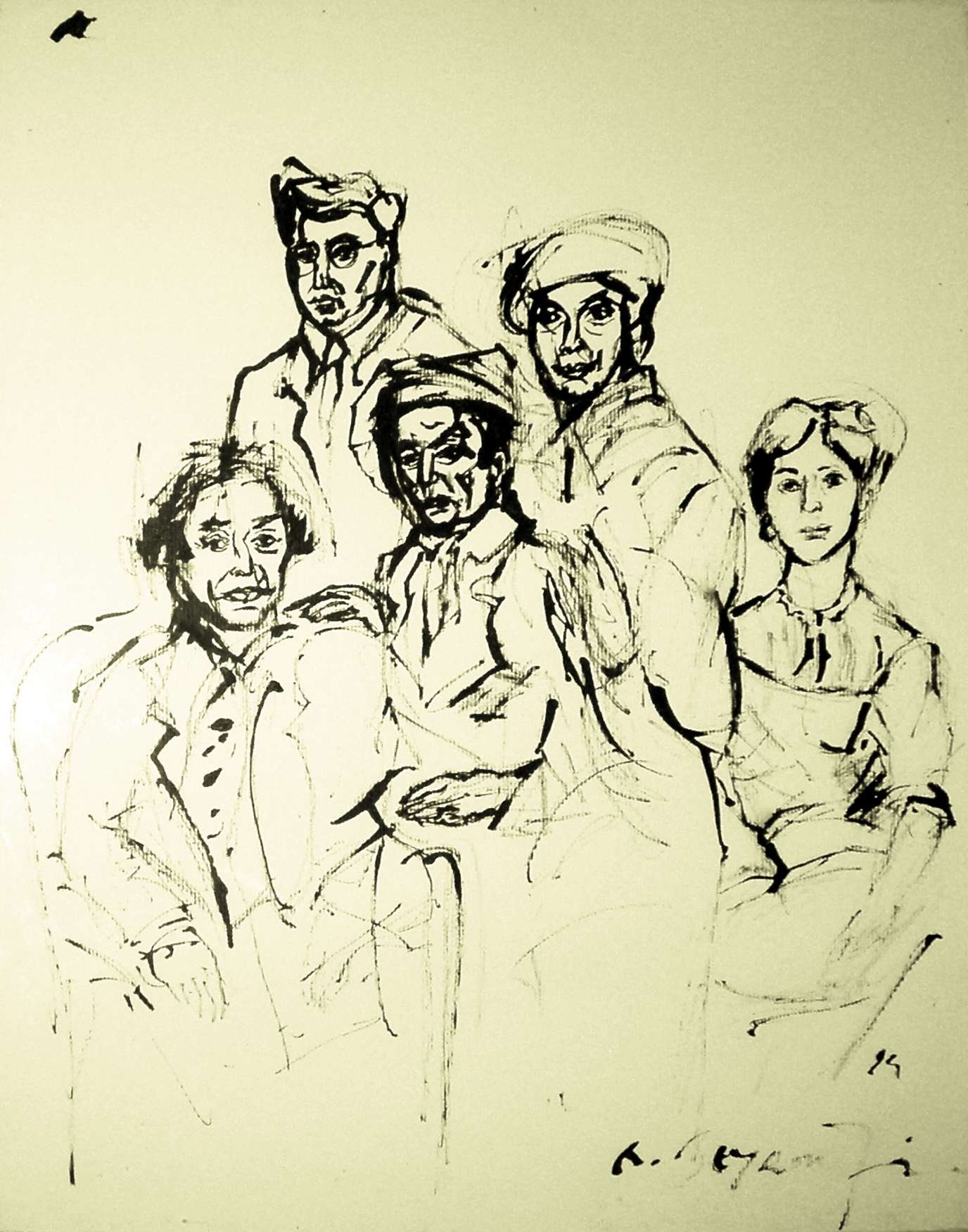
Monochrome
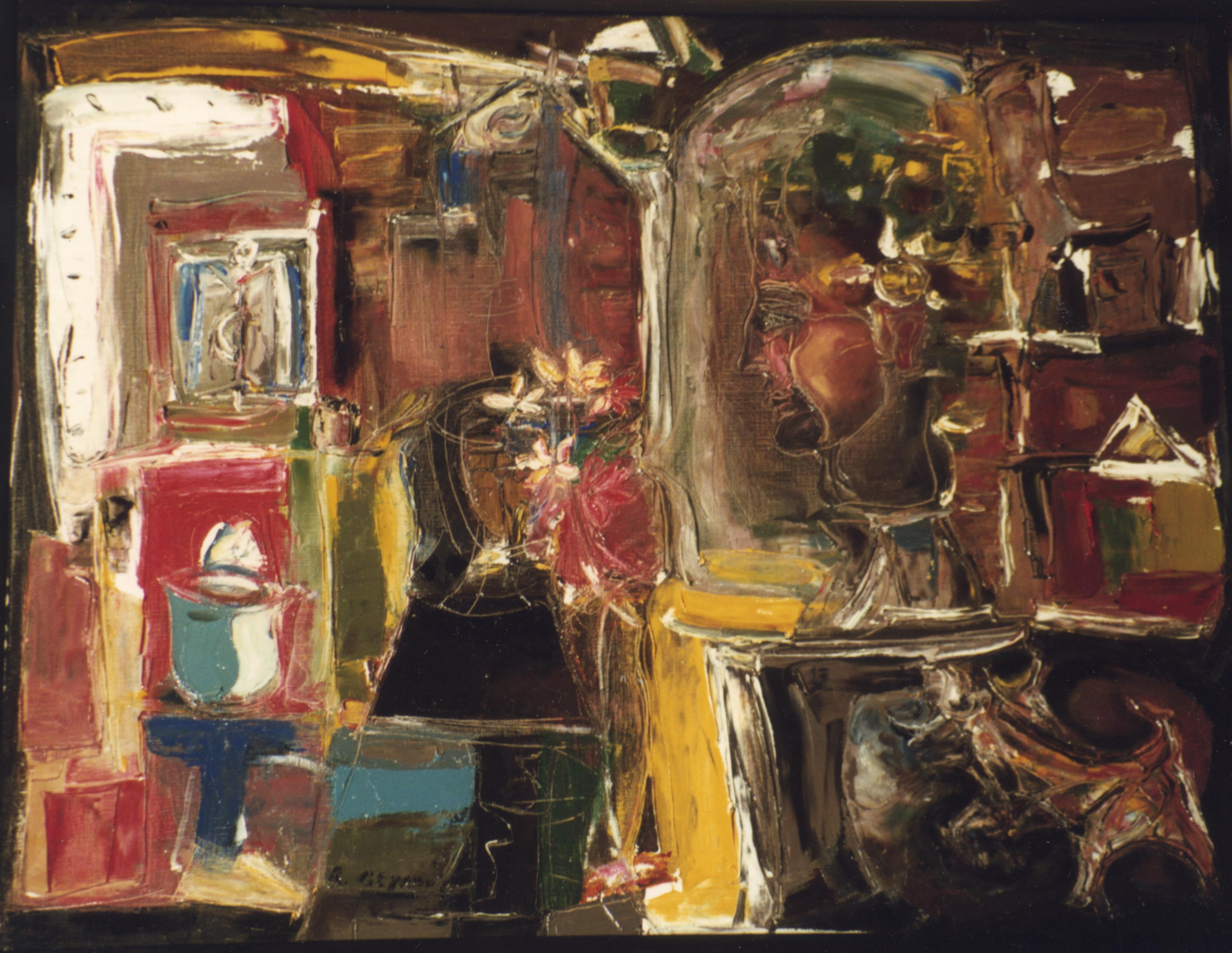
Huile sur toile
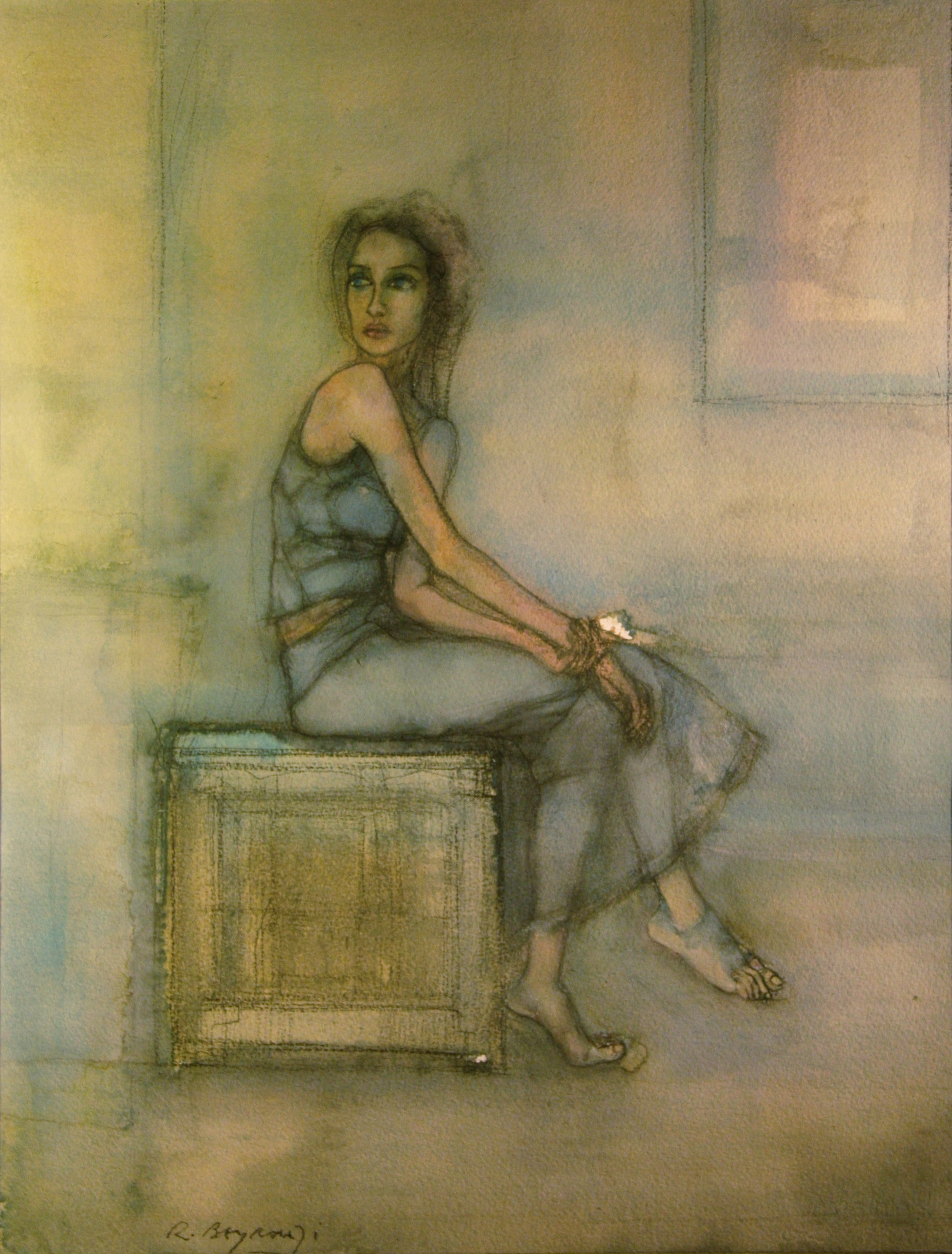
Encre sur papier

### Sculpture
- Platon, 1968
- L'homme et le temps, 1968

### Peinture
- Encres sur papier
- Huiles sur toile

### Cote
Une encre sur papier (54 × 58 cm) a été acquise par le Fonds régional d'art contemporain Basse-Normandie le 24 février 1984 pour la somme de 7 200 F.